# تودا كازواكي
تودا كازواكي (باليابانية: 戸田一西؛ بالكانا: とだ かずあき) هو ساموراي ياباني، ولد في 1542، وتوفي في 20 أغسطس 1604.